# Дискретное комплексное преобразование
Дискретное комплексное преобразование (ДКП) — дискретное ортогональное преобразование, обобщающее все остальные преобразования. Имеет вид:
{\displaystyle X_{k}=\sum _{i=0}^{N-1}x_{i}(a_{1}W_{N}^{ik}+a_{2}W_{N}^{-ik})\quad \quad k=0,\dots ,N-1}
{\displaystyle a_{1},a_{2}\in C}
{\displaystyle W_{N}=e^{-j{\frac {2\pi }{N}}}}
j — мнимая единица.
Обратное к нему преобразование имеет вид:
{\displaystyle x_{i}={\frac {1}{N(a_{1}^{2}-a_{2}^{2})}}\sum _{k=0}^{N-1}X_{k}(a_{1}W_{N}^{-ik}-a_{2}W_{N}^{ik})\quad \quad i=0,\dots ,N-1}
Переходит в ДПФ при:
{\displaystyle a_{1}=1,a_{2}=0}
переходит в ДПХ при:
{\displaystyle a_{1}=a_{2}^{*}=a_{a}+ja_{b};a_{a}=a_{b}=0,5}